# Mimela catolasia
Mimela catolasia är en skalbaggsart som beskrevs av Ohaus 1943. Mimela catolasia ingår i släktet Mimela och familjen Rutelidae. Inga underarter finns listade i Catalogue of Life.